# Гутарович, Евгений Эдуардович
Евгений Эдуардович Гутарович (бел. Яўген Гутаровіч, род. 29 ноября 1983 в Минске) — белорусский профессиональный шоссейный велогонщик. Многократный чемпион Белоруссии в групповой гонке. Участник летних Олимпийских игр 2012 года.

## Биография
В дебютном Тур де Франс 2009 года Евгений завоевал приз «Лантерн руж». В 2010 году выиграл второй этап Вуэльты Испании опередив в финишном створе Марка Кавендиша и оставив позади Алессандро Петакки и Тайлера Фаррара.

## Победы
| 2006 - Круг Арденн — этапы 3 и 4 - Тур Эльзаса — этап 1а - Тур Ла-Манша — этапы 1, 4 и 3-е место в общем зачёте 2007 - Тур Пуату — Шаранта — этап 2 2008 - Чемпион Белоруссии в групповой гонке - Три дня Западной Фландрии — этап 2 - Вуэльта Бургоса — этапы 2 и 4 2009 - Чемпион Белоруссии в групповой гонке - Гран-при Соммы - Тур Средиземноморья — этапы 1 и 5 - Тропикале Амисса Бонго — этап 6 - Круг Лотарингии — этап 2 2010 - Вуэльта Испании — этап 2 - Тур Средиземноморья — этапы 1 и 3 - Круг Лотарингии — этап 1 - Тур Польши — этап 3 | 2011 - Этуаль де Бессеж — этап 1 - Тур Пуату — Шаранта — этап 2 - Кубок Бернокки - Приз закрытия сезона 2012 - Чемпион Белоруссии в групповой гонке - Тур Эна — этапы 1 и 2а 2014 - Гран-при Соммы - Чемпион Белоруссии в групповой гонке - Тур Польши — этап 1 и очковая классификация 2015 - Тропикаль Амисса Бонго — этапы 5, 7 и 8 |

## Статистика выступлений наГранд Турах
| Гранд Тур | 2008 | 2009 | 2010 | 2011 | 2012 | 2013 | 2014 |
| --------- | ---- | ---- | ---- | ---- | ---- | ---- | ---- |
| Джиро     | сход | -    | -    | -    | -    | -    | -    |
| Тур       | -    | 156  | -    | -    | сход | -    | -    |
| Вуэльта   | -    | -    | 135  | -    | -    | -    | 134  |